# District de Xiaodian
Le district de Xiaodian (小店区 ; pinyin : Xiǎodiàn Qū) est une subdivision administrative de la province du Shanxi en Chine. Il est placé sous la juridiction de la ville-préfecture de Taiyuan.